# Parque Solar Horizonte
O Parque Solar Horizonte é uma usina solar situada na cidade de Tabocas do Brejo Velho, na Bahia, no extremo oeste baiano, a 800 km de Salvador,  com capacidade de produzir até 103 MW.

## Dados sobre o Parque Solar Horizonte
A usina entrou em operação em fevereiro de 2018, ao custo do investimento de 110 milhões de dólares. Formado por cerca de 330 mil painéis solares, Horizonte será capaz de produzir mais de 220 GWh. [1]
O Parque Solar Horizonte tem um acordo de compra de energia, válido por 20 anos, com a Câmara de Comercialização da Energia Elétrica (CCEE).
Com cerca de 330 mil painéis solares, o Parque Horizonte será capaz de produzir mais de 220 GWh.  

## Investimentos
A usina solar é mais um projeto da subsidiária brasileira da Enel Green Power, companhia multinacional de energia renovável, com operações nos cinco continentes.[2] A empresa também é proprietária das usinas: Usina Solar Ituverava, a Usina Eólica Morro do Chapéu e o Parque Eólico Lagoa dos Ventos, entre outros.
Para a construção do parque foram utilizados U$$ 110 milhões, com financiamento feito por recursos próprios do Grupo Enel e um empréstimo de longo prazo com o Banco do Nordeste.